# Anarete rubra
Anarete rubra är en tvåvingeart som beskrevs av Jean-Jacques Kieffer 1906. Anarete rubra ingår i släktet Anarete och familjen gallmyggor. Inga underarter finns listade i Catalogue of Life.